# Ораси
Орах (лат. Juglans) је род биљака из породице Juglandaceae. Врсте овог рода су дрвеће високо 10-40m, са шиљастим листовима дугим 2-9cm. Назив орах употребљава се и за најузгајанију врсту овог рода, домаћи орах.
Двадесет једна врста ораха има ареал распрострањења у северној умереној клими Старог света у подручју од југоисточне Европе до Јапана, а у Новом свету од југоисточне Канаде до Калифорније на запад и Аргентине на југ.
Плодови свих врста ораха су јестиви, али ораси који се обично купују у трговинама потичу од домаћег ораха, једине врсте која има велик плод и танку љуску. Пољопривредна врста која је изабрана због танке љуске и издржљивости у умереној клими понекад се назива „карпатски орах“. Ораси имају много уља и једу се сирови или кувани. Такође су изврстан извор масних киселина омега-3, па се показало да снижавају ниво холестерола у крви.

## Распрострањеност и значај
Највећа распрострањеност ораха је на простору од Хималаја до Сибира. У Европи се највише гаји у Француској, Италији и Грчкој. У Србији гаји се углавном у свим крајевима. Највише се гаји у долинама река. Значајни центри гајења ораха у Србији су: Подриње, Поморавље, Подунавље, Тимочка крајина, падине Фрушке горе и Метохијска котлина.
Значај гајења ораха је пре свега због језгра. Језгро ораха спада међу најважније угљено-протеинске производе. Садржи око 57-60% масти и 15-18% беланчевина. Енергетска вредност језгра износи 2.500 kJ. Орах садржи и витамине A,B,C и E. Значај ораха огледа се и у великој техничкој вредности дрвета, индустријској употреби ораховог уља, разноврсности употребе коре и лишћа (за бојење тканине и друго...), могућности лаког транспорта и чувања плодова.

## Морфолошке и физиолошке особине ораха
Број врста ораха је веома велики. Најпознатије врсте ораха су: Juglans regia, J. nigra, J. californica, J. rupestris, J. hindusii, J. cinerea, J.manshurica, J. siboldiana и друге. Juglans regia је најзначајнија врста ораха, од овог ораха произишле су многе питоме сорте ораха. Сорте се разликују нарочито по бујности и дуговечности, времену цветања и особинама плодова. Групишу се по географском распрострањењу (француске, калифорнијске, руске итд.) Висина ораха достиже и до 35 m, обим стабла може бити и 3 m. Орах живи и преко 100 година. Калемљени ораси су краћег века. Орах има пуну крошњу ширине 10–15 m. Кора ове биљке је смеђа или тамнозелена која са старошћу биљке почиње да пуца. Коренов систем је одлично развијен, осовински са около развијеним бочним кореном. Пупољци су зелено сиви. Листови су непарно перасто дељени, дужине 20–40 cm, и садрже 3-11 лиски, дужине 5–18 cm и ширине око 5 cm. Распоред листова је наспраман и имају интензиван мирис. Период листања је април. Припада једнодомним биљкама. Цвета пре листања. Разликују се мушке и женске цвасти. Мушке су у виду ресица, дужине до 10 cm, у којима је смештен велики број прашника, док су женски засебни или скупљени у цваст, налик пупољцима. Период цветања се такође разликује код мушких и женских цветова, мушки цветови се јављају пре појаве листића, у априлу, женски касније у периоду од априла до маја. Плод ораха је коштуница, округлог облика, пречника 3–5 cm која током сазревања мења боју од зелене до браон и распукне се по шаву на средини у току септембра када сазрева. Семе је беличасто до жуто, избраздано, са пуно масних киселина и уља.

## Расејавање и размножавање
Расејавање се врши ветром, док се размножавање обавља семеном или вегетативним деловима биљке.

## Еколошки услови за гајење ораха
Клима Орах успева у повољним климатским условима, без јаких зимских мразева, на дубоким и растреситим земљиштима с довољно креча, затим на алувијалним, иловачасто-песковитим и скелетним земљиштима. Неке се врсте се развијају и на каменитим земљиштима. У Србији најчешће се налази у речним долинама.
Орах најчешће успева тамо где расте храст. Најбоље му одговарају умерено топла подручја. За све животне функције ораха потребно је доста топлоте и велика количина воде. Распоред падавина у току године је веома важан за нормално развијање ораха, посебно количина падавина у јулу и августу месецу. За гајење ораха одговарају подручја у којима је клима погодна за гајење винове лозе, дувана и кукуруза.
Земљиште Успева на земљиштима различитих физичких и хемијских особина уз услов да нису превише плитка, тешка и непропустљива. Значајне су две особине земљишта1) да има повољан режим влажности 2) да земљиште буде довољно аерисано. Истраживања у Калифорнији су показала да се орах успешно гаји и на киселом, неутралном и слабо алкалном земљишту чија је pH вредност 5,5-8,0.

## Сорте ораха
Сорте ораха су националне. Многе земље имају своје сорте. Тако се у Француској гаје, пре свега француске сорте, у Италији је раширен  San Giovanni  и  Pellegrini .
Због комерцијалне потребе у последњих пар деценија настао је велики број сорти ораха. Највећи произвођач сорти ораха је Француска чије сорте теже да у релативно кратком временском периоду стабло достигне задовољавајући облик и да даје максималне приносе. У Србији још нису одабрани типови ораха који се могу признати као наше сорте. Сорте:
- Франкет  (Franqatte) - Француског порекла и стандардна је светска сорта, гаји се од 1827. године. Плод је крупан, око 9 грама, мало издужен, проширен и зашиљен, при основи са оштрим врхом. Љуска је светла, мекана, испуњена језгром одличног квалитета чији удео износи око 48% и садржајем уља од 63%.
- Паризиен  (Parisienne) - Ова сорта је из Иресе. Ово је врло раширена сорта ораха, али мање од франкета. Дрво расте бујно и достиже велике размере. Плодови су тешки око 8,5 грама елиптично-конични. Љуска равна, полутврда, мало тамнија него код франкета, испуњена одличном језгром, богатом у уљу до 63% и уделом у тежини плода до 49%. Од француских сорти ораха још су значајне: Corne, Moussine, Chabertte.
- Шејново  - је прва позната сорта у Бугарској. Сорта отпорна на негативне температуре.

Плод је крупан око 10,5 грама, овалног је облика, танке љуске испуњене језгром доброг квалитета. Ова сорта је у Србији доста распрострањена.
Мање су квалитетни плодови осталих бугарских сорти.
- Домаћи орах  - Прве Српске сорте ораха су признате 1986. године, а то су: Шампион, Тиса, Срем.

## Оцењивање квалитета плодова ораха
Маса језгре по једном плоду  - Представља важан знак за оцењивање вредности ораха. Маса језгре за комерцијални орах креће се од 5-8 грама.
 Боја језгре  - Важна карактеристика у одређивању продајне вредности ораха. Преимућство се даје светлијим бојама. Боја језгре може бити сортна одлика или пак одраз лоше бербе, прераде и чувања.
 Боја љуске  - Светла или тамна, обојеност плодова зависи од манипулисања и неких других мера, као и од заштите која је спроведена против инсеката и болести. Оштећења изазвана инсектима и болестима, излагање киши или остављање плодова да леже на земљи лоше утиче на боју љуске.

## Чување плодова ораха
Плодови ораха се чувају при вишим температурама- око 4 °C, као и релативној влажности ваздуха 65-75%. Под оваквим режимом плодови ораха се могу чувати и 12 месеци. Чување језгре ораха је много сложеније. Фактори који утичу на кварење плода су: влага, топлота, светлост. Најбоље органолептичке особине језгра постиже чувањем са 3-3,5% воде. Језгре се најбоље чувају у хладњачама на температури од 1-4 степени у тами. На тај начин језгра се може чувати и 24 месеца.

## Најчешће сорте ораха у Србији
Срем:
- Порекло - Селекција Пољопривредног факултета у Новом Саду, одабрана из спонтане популације.
- Берба плодова - Сазревају у првој половини септембра.
- Особине биљке - Стабло је средње бујно, средње до добре родности. У вегетацију улази средње рано.
- Плод - Крупан је, просечне масе око 15 грама. Овалног је облика, танке и лако ломљиве љуске. Језгра је светла и привлачна. Рандман језгре је висок, око 58%.
- Оцена - Препоручује се за гајење у виноградарској зони.

Шејново:
- Порекло - Бугарска сорта, одабрана из спонтане популације ораха 1938. године.
- Берба плодова - Сазревају у првој половини септембра.
- Особине биљке - Стабло је бујно, а гране у круни израстају под широким угловима. Обилно и редовно рађа. У период вегетације улази нешто раније него што би то било пожељно.
- Плод - Средње је крупан, масе око 12 грама. Јајастог је облика, танке и лако ломљиве љуске. Рандман језгре је велик, око 53% од масе плода. Језгра је квалитетна, али због тамније боје није привлачна.
- Оцена - Шејново ће и у будућем периоду сачувати врло значајно место у нашем асортиману ораха.

Гајзенхајм 139 (Geinsenheim 139)
- Порекло - Немачка селекција
- Берба плодова - Сазревају половином октобра.
- Особине биљке - Стабло је средње бујно и родно. Касно улази у период вегетације и рано је завршава, па је мразеви не угрожавају. Делом образује апомиктичне плодове.
- Плод - Средње је крупан, просечне масе око 13 грама. Лоптастојајастог је облика, светле и лако ломљиве љуске. Рандман језгре је око 48%.
- Оцена - Успешно се гаји и у хладнијим подручјима.

Расна
- Порекло - Селекција Пољопривредног факултета у Новом Саду, одабрана из спонтане популације ораха.
- Берба плодова - Сазревају половином октобра.
- Особине биљке - Стабло је мање бујно и родно. Пророди врло рано, још као садница у расаднику. У вегетацију улази средње позно.
- Плод - Средње је крупан, просечне масе око 12 грама. Округластокупастог је облика. Љуска плода је мека и лако ломљива. Рандман језгре је око 50%.
- Оцена - Расна је погодна за гајење у континенталним (невиноградарским) зонама.

## Галерија
- Листови ораха
- Орах
- Juglans regia
- Juglans regia
- Juglans regia
- Juglans regia
- Juglans regia
- Juglans regia